# ملی شدن شیلات ایران
ملی شدن صنعت ماهی و شیلات ایران، یا به اختصار: ملی شدن شیلات، یکی از وقایع مهم تاریخ معاصر ایران است که در دوازدهم بهمن ۱۳۳۱ خورشیدی و در دوران زمامداری دکتر محمد مصدق به وقوع پیوست. این واقعه در راستای سیاست موازنه منفی دولت مصدق ارزیابی می‌شود.

## تاریخچه
در دوران سلطنت محمدشاه قاجار، صدراعظم وقت، حاجی میرزا آغاسی بهره‌برداری از آبزیان دریای خزر را، در قبال دریافت اجاره بهایی معادل ۶۵۰۰ تومان در سال، به یکی از اتباع روسیه تزاری به نام عبدل واگذار کرد. به همین جهت پیمان مربوط به اعطای این امتیاز، پیمان عبدل خوانده شد. میرزا تقی خان امیرکبیر که چند سال بعد به صدارت رسید، به لغو پیمان عبدل کمر بست و آن را در حدود سال ۱۲۶۵ هجری قمری لغو کرد و بهره‌برداری از آبزیان دریای مازندران و رودخانه‌های بین آستارا و اترک را به مدت چهار سال به میرزا ابراهیم خان دریابیگی واگذار کرد. امّا میرزا ابراهیم خان دریابیگی دارای خویشاوندانی با تابعیت روسیه تزاری بود و دولت روسیه همین مسئلهٔ تابعیت را دستاویز و انگیزهٔ مداخلات گوناگون می کرد. در مقابل، امیرکبیر که به مداخلات بیگانگان گردن نمی نهاد، تاخیر میرزا ابراهیم خان را در پرداخت نخستین قسط اجاره بها بهانه ساخت و به لغو پیمان موسوم به میرزا ابراهیم خان دریابیگی اقدام کرد. 

### لیانازوف‌ها
پس از امیرکبیر امتیاز شیلات دریای مازندران باز هم به خارجی‌های دیگری واگذار شد تا اینکه سرمایه داری از ارامنه روسیه به نام استپان مارتینوویچ لیانازوف (Stefan Martinovich Lianazov) که امتیاز شیلات  حاجی طرخان  را در شمال دریای خزر در دست داشت، متوجه کرانه‌های جنوبی دریای مازندران شد و پس از آزمایشی یکساله در دوازدهم ژوئن ۱۸۷۶ میلادی (۲۲ خرداد ۱۲۵۵ خورشیدی) امتیاز صید ماهی «حرام» در آب‌های ایران را از دولت وقت ایران گرفت. این امتیاز تنها شامل ماهیهای «حرام» می‌شد و ماهیهای «حلال» به ماهیگیران محلی تعلق داشت اما ارزشمندترین کالای دریای خزر، خاویار بود که از ماهی «حرام» به دست می‌آمد. 
پس از استپان لیانازوف، امتیاز شیلات شمال به فرزندانش به ارث رسید. دولت ایران با آنان در سال ۱۲۷۲ خورشیدی (۱۸۹۳ میلادی) قرارداد اجاره‌ای بست که در سالهای ۱۲۷۵ (۱۸۹۶) و ۱۲۸۵ (۱۹۰۶) تمدید شد. مدت آخرین تمدید، بیست سال قمری و موعد سررسید آن، سال ۱۳۰۴ خورشیدی بود. در سال ۱۲۸۵ شاهزاده عین‌الدوله صدراعظم ایران در قراردادی که با برادران لیانازوف امضا کرد، در ازای دریافت پیشاپیش چهار سال اجاره‌بها، حق فسخ یکجانبه اجاره را از دولت ایران سلب کرد.
در دوران جنگ جهانی اول، به سبب شرایط جنگی و انقلاب و تحولات روسیه، لیانازوف‌ها نتوانستند اجاره را بپردازند. پس از استقرار اتحاد شوروی و روی کار آمدن نظام تازه در روسیه، دولت شوروی همه قراردادهایی را که در زمان تزاری با دولت ایران امضا کرده بود، لغو کرد. حسین علاء (علاءالسلطنه) وزیر فوائد عامه ایران نیز فرصت را غنیمت شمرد و اجاره شیلات شمال به لیانازوف‌ها را به علت نپرداختن حق‌الاجاره لغو کرد. لیانازوف‌ها به شکایت و دادخواهی نزد اولیای دولت ایران پرداختند تا اینکه در زمان نخست‌وزیری قوام‌السلطنه در سال ۱۳۰۰ کمیسیونی مرکب از حاجی محتشم‌السلطنه اسفندیاری و چند وزیر دیگر تشکیل شد و تصمیم گرفت شکایت لیانازوف‌ها را به حکمیت هیئتی پنج نفره بسپارد. برادران لیانازوف هر کدام دو نماینده در این هیئت داشتند و دولت ایران را ذکاءالملک فروغی رئیس دیوان عالی تمییز در این هیئت نمایندگی می‌کرد.
برادران لیانازوف استدلال کردند که بر اساس قرارداد، دولت ایران حق فسخ یکجانبه اجاره را نداشته و حتی در صورت نپرداختن اجاره‌بها، می‌بایستی ششصد هزار فرانک جریمه می‌گرفته نه اینکه کلا قرارداد را فسخ کند. مضاف بر اینکه تأخیر در پرداخت اجاره‌بها، نه به اختیار، که به علت انقلاب در روسیه و ممنوعیت نقل و انتقال نقدینگی در روسیه بوده‌است. هیئت داوران پس از چند جلسه حکمیت رای داد که دولت ایران حق لغو اجاره را نداشته‌است. همچنین در تجارتخانه طومانیانس سندی به تاریخ سپتامبر ۱۹۱۷ (شهریور - مهر ۱۲۹۶) ثبت بود که در مکاتبه با خزانه‌داری کل ایران، آمادگی برادران لیانازوف در پرداخت بیست هزار لیره اجاره‌بهای سال بعد اعلام شده بود. همچنین در اول ژانویه ۱۹۱۸ (یازدهم دی ۱۲۹۶) برادران لیانازوف در نامه‌ای به وزارت مالیه ایران خواهان مهلت برای پرداخت اجاره‌بها شده بودند. این درخواست ها بی جواب مانده بود. لیانازوف‌ها همچنین به علت چهار سال محرومیت از ماهیگیری و توقیف تجهیزاتشان، خواهان دریافت خسارت شدند.
هیئت داوران این استدلال برادران لیانازوف را پذیرفت و حکم داد که دولت ایران حق لغو قرارداد با آنان را نداشته‌است. برای جبران خسارت نیز رأی داد که دولت ایران قرارداد تازه‌ای با لیانازوف‌ها ببندد که مدت آن کمتر از هفت سال نباشد تا خسارتی که دیده‌اند از محل درآمدی که کسب می‌کنند، جبران شود. لیانازوف‌ها خواهان قرارداد بیست ساله شدند و دولت به بیشتر از چهارده سال رضایت نمی‌داد تا اینکه سرانجام، به رأی هیئت داوران تصمیم گرفته شد که طول قرارداد اجاره، پانزده سال باشد.

## کمپانی مختلط ایران و شوروی
اما قراردادی با لیانازوف‌ها بسته نشد. پیش از رأی هیئت داوران، دولتهای ایران و شوروی در هفتم اسفند ۱۲۹۹ با یکدیگر «عهدنامه مودت» امضا کرده بودند که ماده چهارده آن مقرر می‌کرد که این دو دولت باید بر سر شیلات دریای خزر با یکدیگر به توافقاتی برسند. تعارض میان این عهدنامه و رأی هیئت داوران در مورد قرارداد با برادران لیانازوف به کشاکشی سیاسی انجامید و نمایندگان جناح اکثریت مجلس دولت را زیر فشار می‌گذاشتند که با به اجرا درنیاوردن مفاد عهدنامه مودت، کشور را از منافع تجارت با شوروی محروم می‌سازد. فشار بر دولت تا آنجا پیش رفت که سید حسن مدرس دولت مستوفی‌الممالک را استیضاح کرد و باعث سقوط این دولت شد.
با روی کار آمدن رضاخان سردارسپه به عنوان نخست‌وزیر، تصمیم گرفته شد دولت ایران دارایی برادران لیانازوف را بابت اجاره‌بهای عقب افتاده شان تملیک کند و با دولت شوروی معامله شود. قراردادی با دولت شوروی برای تشکیل «کمپانی مختلط ایران و شوری» بسته شد. این شرکت صاحب امتیاز صید ماهی «حرام» در جنوب دریای خزر به مدت ۲۵ سال می‌شد و دارایی تجارتخانه برادران لیانازوف به مالکیت آن درمی‌آمد. طبق قرارداد، نیمی از سرمایه به دولت ایران و نیم دیگر به دولت شوروی تعلق می‌گرفت. چون شورویها در سالهای پیش از عقد این قرارداد در جنوب دریای خزر ماهی می‌گرفتند، قرار شد برای تأمین سرمایه ایران، دولت شوروی ۱۵۰ هزار تومان بابت صید سه سال پیش از عقد قرارداد بپردازد. بخش دیگر سرمایه نیز از دارایی برادران لیانازوف تأمین شود که به مالکیت دولت ایران درآمده بود.
بنابر قرارداد، دولت شوروی باید سالیانه هشتاد هزار تومان به اضافه پانزده درصد از درآمد خالص «کمپانی مختلط» را به ایران می‌پرداخت و هر سودی هم که سالیانه نصیبب شرکت می‌شد، به تساوی میان دولتهای ایران و شوروی تقسیم می‌شد. دفتر مرکزی شرکت در تهران و اعضای هیئت مدیره آن شش نفر تعیین شدند (سه نفر از ایران، سه نفر از شوروی). اداره بخشهای فنی و تجارتی و بهره‌برداری از شیلات به عهده متخصصان شوروی بود. این قرارداد پس از به پادشاهی رسیدن رضاشاه در نوزدهم بهمن ۱۳۰۴ به صورت لایحه‌ای یک فوریتی در مجلس شورای ملی طرح شد.  سید حسن مدرس در وصف این قرارداد گفت: 

«این شرکت همان شرکتی است که دو برادر مال پدرشان را قسمت کردند. یکی گفت آن استر چموش لگد‌‌زن از آن من، آن گربه براق معو‌‌ کن از آن تو». 

اما این کمپانی تا یک سال و نیم بعد که علیقلی انصاری وزیر امورخارجه ایران قرارداد شیلات را با لو کاراخان قائم‌مقام وزارت خارجه شوروی امضا کرد، تشکیل نشد. این قرارداد که در هشتم مهر ۱۳۰۶ در مسکو امضا شد، در واقع تایید همان توافق قبلی برای تشکیل کمپانی بود، مضاف براینکه حداکثر سرمایه کمپانی را سه میلیون تومان تعیین می‌کرد و حاوی جزئیات بیشتری در خصوص دارایی و نحوه اداره کمپانی بود. دولت شوروی همچنین همه دعاوی اتباع ایران علیه برادران لیانازوف را به گردن می‌گرفت. 
مدیر عامل شیلات در آغاز از طرف شوروی تأمین شد. در سال ۱۳۱۰ طرفین توافق کردند تا ده سال بعد هم مدیرعامل را شوروی تعیین کند و پس از آن، مدیرعامل ایرانی باشد. اما پس از سررسیدن ده سال، با ورود ارتش شوروی به ایران، طرف شوروی هر ساله خواستار آن شد که مدیرعامل را آن‌ها تعیین کنند و این خواسته هر ساله تمدید شد و تا آخر ادامه یافت.
مدت ۲۵ ساله قرارداد «کمپانی مختلط ایران و شوروی»در سال ۱۳۳۱ به پایان رسید. گرچه دولت شوروی تلاش‌ها و رایزنی‌های بسیاری برای تمدید قرارداد کرد، امّا سرانجام با تلاش و پی‌گیری‌ها برخی رجال ایران همچون میرزا احمدعلی خان سپهر (مورخ الدوله سپهر)، که در آن زمان ریاست هیئت مدیره شرکت شیلات ایران و شوروی را عهده‌دار بود، و همچنین نخست وزیر وقت ایران، دکتر محمد مصدق، در دوازدهم بهمن ۱۳۳۱ صنعت ماهی و شیلات ایران برای همیشه ملی اعلام شد. 